# 佐藤友熊
佐藤 友熊（さとう ともくま、1866年1月10日（慶応元年11月24日）- 1923年（大正12年）9月1日）は、明治から大正期の検察官、警察官僚。関東都督府警視総長、札幌区長。夏目漱石の友人。

## 経歴
薩摩国給黎郡喜入郷前之浜村（現鹿児島県鹿児島市喜入前之浜町）で、神官・佐藤彦松、比佐夫妻の長男として生まれる。1883年頃に上京し、東京大学予備門受験準備のため成立学舎に入り英語を学び、夏目漱石と交流。牛乳配達、新聞配達などをしながら学費を稼いだ。1884年9月、東京大学予備門予科に入学し、「成立学舎」の出身者らを中心に夏目漱石、中川小十郎、太田達人、中村是公、橋本左五郎らとともに「十人会」を組織した。1890年、第一高等中学校英法科を卒業し、1894年7月、帝国大学法科大学法律学科（英法）を卒業。
1894年7月31日、司法省に入省して司法官試補に任じられ、姫路区裁判所詰、検事代理となる。以後、龍野区裁判所詰、判事、予備判事・高松区裁判所事務取扱、高松区裁判所検事、津山区裁判所検事、大阪地方裁判所検事などを歴任。1900年1月、台湾総督府に転じ台南県警部長に発令。その後、桃仔園庁長兼台湾土地調査局事務官、宜蘭庁長、兼臨時台湾土地調査局事務官、台北庁長などを務めた。1907年9月、関東都督府に転じ同事務官に就任。以後、同民政部庶務課長を経て、1908年1月11日、同警視総長に就任し、1917年7月31日の廃官まで在任した。
1919年12月、第5代札幌区長に就任。発展を続ける札幌区の都市機能を支えるため、電気事業、上水道拡張に取り組んだが、実現はできなかった。その他、区営住宅の建設、札幌体育会経営体育館を区営に移管などの施策を行い、1921年12月に区長を退任した。
その後、千葉県安房郡北条町北条（現館山市）に移り住んだが、1923年9月1日の関東大震災で家屋が倒壊し柱の下敷きとなり死去した。

## 栄典
- 1909年（明治42年）4月20日 - 正五位[4]
- 1914年（大正3年）6月10日 - 従四位[5]